# 4 (album Beyoncé)
4 – czwarty album studyjny amerykańskiej wokalistki Beyoncé Knowles, wydany 24 czerwca 2011 roku nakładem Columbia Records. Na trzy tygodnie przed planowaną premierą, wszystkie utwory z płyty wyciekły do Internetu. 4 był pierwszym dziełem Knowles nagranym po zakończeniu biznesowej współpracy z jej ojcem i dotychczasowym menedżerem, Mathew. W 2010 roku, w ramach przygotowań do pracy nad nowym albumem, Beyoncé zrobiła sobie przerwę w karierze. W tamtym okresie, jak przyznała, czerpała inspirację z życia codziennego, a także rozwijała kreatywność, uczęszczając do teatrów i oglądając sztuki broadwayowskie. Wśród muzycznych inspiracji, z jakich czerpała w procesach produkcji 4 są przede wszystkim Fela Kuti, Earth, Wind & Fire i Lionel Richie, a także między innymi The Jackson 5 oraz Prince.
Beyoncé wytłumaczyła, że pracując nad 4 pozwoliła sobie na wolność artystyczną, by nagrywać piosenki, w których melodia i tekst stanowiłyby naturalną całość. Tworząc materiał na płytę łączyła klasyczne R&B lat 70. z rock and roll lat 90. i hip hopem. Jej głównym celem było przywrócenie do muzyki emocji, instrumentalizacji, a także duszy, których, według niej, brakowało ostatnimi czasy w przemyśle rozrywkowym.
4 reprezentuje głównie muzykę R&B i pop; krytycy wyróżniali w nim wyraźnie dostrzegalne wpływy R&B przełomu lat 70. i 80. oraz soulu. Od strony tekstowej, album porusza przede wszystkim tematy związane z miłością, kobiecością, a także monogamią. Płyta zdobyła w większości pozytywne oceny recenzentów, którzy uznali 4 za progres w dotychczasowej twórczości Beyoncé, komplementując jego styl muzyczny, proces produkcyjny i wokal Knowles. Jednak z drugiej strony część krytyków negatywnie oceniła zawarte na albumie ballady oraz liryczną stronę 4.
Album zadebiutował na szczycie amerykańskiej listy Billboard 200, rozchodząc się w pierwszym tygodniu w 310 tysiącach egzemplarzy na terenie Stanów Zjednoczonych. Premierę 4 poprzedziła publikacja głównego singla z płyty – „Run the World (Girls)”, który ukazał się 21 kwietnia 2011 roku. „Best Thing I Never Had” został 1 czerwca 2011 roku wydany jako drugi singel promujący album. 4 października miał premierę trzeci singel z 4 w Stanach Zjednoczonych, „Countdown”, natomiast „Love on Top” 7 grudnia ukazał się jako czwarty singel z 4. 22 kwietnia 2012 roku wydany został piąty singel z płyty, „End of Time”.

## Tło

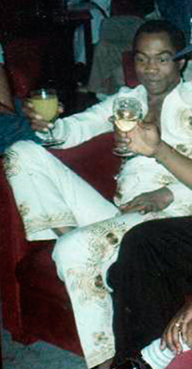
Przed rozpoczęciem prac nad albumem, Knowles czerpała inspirację z twórczości Fela Kutiego (na zdjęciu)

Podczas wywiadu, który Beyoncé udzieliła 28 stycznia 2010 roku Elysie Gardner z USA Today, wokalistka poinformowała, że robi sobie przerwę w karierze muzycznej, by „czerpać z życia i szukać inspiracji”. Knowles, której grafik w erze I Am... Sasha Fierce był bardzo napięty, powiedziała MTV News, że tę decyzję podjęła pod wpływem rady matki – Tiny: „Po zakończeniu ostatniej trasy koncertowej czułam się nieco przytłoczona i przepracowana, a moja mama powtarzała mi, ‘Naprawdę potrzebujesz żyć własnym życiem, otworzyć oczy – nie chcesz przecież obudzić się pewnego dnia bez żadnych wspomnień’”. Podczas tego refleksyjnego okresu w swoim życiu, Beyoncé rozpoczęła pracę nad czwartym albumem studyjnym, angażując się w tworzenie oraz produkcję nowego materiału. Charakteryzując procesy kompletowania płyty wyjaśniła, że wykorzystanie szerokiego przekroju instrumentów w poszczególnych utworach miało na celu wykreowanie jej własnego, indywidualnego gatunku muzycznego. Później wokalistka rozwinęła tę myśl: „Cóż, nie powiedziałabym, że tworzę nowy gatunek. Ja po prostu miksuję każdy rodzaj muzyki, który uwielbiam. Czerpię inspirację ze wszystkim typów i gatunków muzycznych. Nie szufladkuję siebie. To nie będzie R&B ani klasyczny pop, ani rock – to będzie połączenie wszystkich brzmień, które kocham”. Beyoncé wyróżniła ponadto wielu artystów, którzy mieli wielki wpływ na pracę nad 4; byli wśród nich między innymi Fela Kuti, The Stylistics, Lauryn Hill, Stevie Wonder oraz Michael Jackson.

### Samozarządzanie
Pod koniec marca 2011 roku reprezentantka Beyoncé, Yvette Noel-Schure, wydała oświadczenie, że biznesowe drogi Knowles i jej ojca, a zarazem dotychczasowego menedżera – Mathew, rozeszły się. Beyoncé podjęła tę decyzję podczas przerwy w działalności muzycznej. Mathew zajmował się karierą córki od czasu jej debiutu pod koniec lat 90. w roli głównej wokalistki Destiny’s Child. Jednocześnie Beyoncé przyznała, że jest wdzięczna swojemu ojcu za rolę, jaką pełnił na wszystkim etapach jej kariery. 4 był tym samym pierwszym albumem Knowles, który został nagrany bez wsparcia Mathew. Rozwijając temat tej przełomowej decyzji, Beyoncé powiedziała w wywiadzie dla magazynu Billboard:

„To nie tak, że doszło między nami do jakichś spięć. Moja rodzina zawsze może liczyć na moje wsparcie, podobnie jak ja otrzymuję wsparcie od nich, jednak kiedy pracujesz z kimś przez 15 lat, to naturalne, że w końcu masz też swoje własne pomysły. Wierzę, że rodzice przygotowują swoje dzieci na moment, w którym będą zdane same na siebie; w tym punkcie czerpię ze wszystkiego, czego nauczył mnie mój tata i moja mama, i jestem w stanie samodzielnie podejmować decyzje. [...] To dla mnie bardzo ekscytujące, że mogę robić wszystko wedle własnego uznania i zorganizować wokół siebie mój własny team. Zaczęłam samodzielnie zajmować się własnym menedżeringiem”.

Beyoncé dodała w rozmowie z MTV News, że w tamtej sytuacji jedyną drogą do wielkiej zmiany było zakończenie współpracy ze swoim ojcem w roli menedżera. Następnie wytłumaczyła również: „Mój cel się nie zmienił; to jakość. Chcę mieć pewność, że to coś, z czego będę dumna przez kolejne lata. [...] Bardzo trudno jest samodzielnie odpowiadać za swoją karierę. Każdej nocy, gdy kładę się spać, zadaję sobie setki pytań. Popełniam błędy i jednocześnie uczę się na nich. [...] Teraz znajduję się w fazie testowania”.

## Postęp
|                           | Ten album jest zdecydowaną ewolucją. Ma znacznie bardziej śmiały charakter niż muzyka z moich wcześniejszych albumów. Dzieje się tak, ponieważ ja sama stałam się bardziej odważna. Im starsza jestem, im więcej doświadczeń życiowych mam na koncie, tym więcej mam do powiedzenia. Skupiłam się na piosenkach–klasykach; piosenkach, które mogą przetrwać; piosenkach, które będę śpiewać mając zarówno 40, jak i 60 lat”. |
| – Beyoncé Knowles, Rap-Up | |

Podczas prywatnego przyjęcia, na którym przedpremierowo odsłuchano część materiału z 4, Knowles opowiedziała wybranej grupie fanów o koncepcji albumu: „Chciałam nagrać coś świeżego, odmiennego. Dlatego połączyłam gatunki, czerpiąc równocześnie inspirację z moich tras koncertowych, podróży, występów zespołów rockowych, a także wizyt na różnych festiwalach. [...] Byłam niczym szalony naukowiec, stawiając obok siebie zupełnie odmienne utwory”. Więcej o płycie wokalistka wyznała na łamach magazynu Billboard: „Dojrzewanie jako istota ludzka zainspirowało mnie i dostarczyło wielu przemyśleń, z których mogłam korzystać tworząc nowy album... Czuję, że wiem, kim jestem i zdaję sobie sprawę, że nie muszę się ograniczać. Bawię się artystyczną wolnością, która pozwala mi robić to, co chcę.” Wśród innych źródeł inspiracji Knowles wyróżniła również swój rozwój kulturalny, który miał miejsce w czasie jej przerwy od przemysłu muzycznego; w tamtym okresie Beyoncé oddawała się czytaniu książek, uczęszczaniu do galerii sztuki, oglądaniu filmów, a także sztuk broadwayowskich. Wśród innych czynników, które miały wpływ na 4, było niezadowolenie Knowles wynikające z charakteru współczesnych stacji radiowych, które, według niej, w znacznym stopniu lekceważą muzykę R&B: „Próby znalezienia drogi, jak przywrócić R&B do radia stanowią duże wyzwanie. Obecnie każdy radiowy utwór brzmi tak samo. Za pośrednictwem 4 próbowałam połączyć R&B z lat 70. i 90. z rock ’n’ rollem, by stworzyć coś nowego i ekscytującego. Chciałam muzycznych zmian, mostów, vibrato, bogatej instrumentacji i klasycznych tekstów”. Knowles dodała, że 4 stanowił efekt miłości i jej manifest, a nie zbiór singli i piosenek radiowych. Czując, że „uzyskała prawo do tworzenia artystycznej muzyki”, głównym celem Beyoncé było przywrócenie do muzyki „emocji, instrumentacji i duszy, których brakuje w branży rozrywkowej”.
Największą inspirację przy kompletowaniu 4 stanowiła dla Knowles twórczość Fela Kutiego. Mówiąc o jego dokonaniach, wokalistka przyznała, że „docenia to, w jaki sposób ukazywał swoje serce i duszę w muzyce, [...] dzięki czemu można się w niej zatracić”. Wśród pozostałych artystów, którzy mieli wpływ na produkcję albumu byli również Earth, Wind & Fire, DeBarge, Lionel Richie i Teena Marie, a także, w nieco mniejszym stopniu, The Jackson 5, New Edition, Adele, Florence and the Machine oraz Prince. Knowles wymieniła również inspirację płynącą bezpośrednio z dokonań Jaya-Z. Mówiąc o typie utworów, jakie zawarła na 4, Beyoncé przyznała: „Przekonałam się, że w wielkich hitach melodia i tekst współgrają ze sobą w sposób naturalny. Zazwyczaj po usłyszeniu tej chwytliwej części utworu wiem, czy dana piosenka jest tym, co przenika przez języki, rasy i gatunki; tym, co ma wpływ na popkulturę. To taki utwór, który sprawia, że mam przed oczami obraz ludzi śpiewających go na stadionach całego świata. Jednak mimo to, moje ulubione ścieżki z własnych albumów zazwyczaj nie są wydawane jako single”. W jednym z wywiadów wokalistka powiedziała ponadto:

„Na tej ziemi znajduje się miejsce dla wielu królowych. Jestem posiadaczką autentycznego talentu od Boga, ‘napędu’ i długowieczności, które zawsze będą mnie odróżniać, separować od innych. Miałam szczęście doświadczyć rzeczy, o których młode pokolenie księżniczek dziś marzy. Nie pragnę zajmować czyjegoś tronu. Czuję się bardzo dobrze na tronie, który sama budowałam przez ostatnich 15 lat. [...] Ważne jest dla mnie to, by w mojej muzyce nie istniały granice. [...] Piękną cechą sztuki jest to, że każdy może tworzyć własne fantazje na temat tego, o czym mówi dana piosenka. Jedynie jej autor naprawdę wie, o kim lub o czym ten tekst opowiada. [...] Chcę po prostu, by moja działalność niosła ze sobą świetną muzykę”.

## Produkcja albumu

### Współpraca

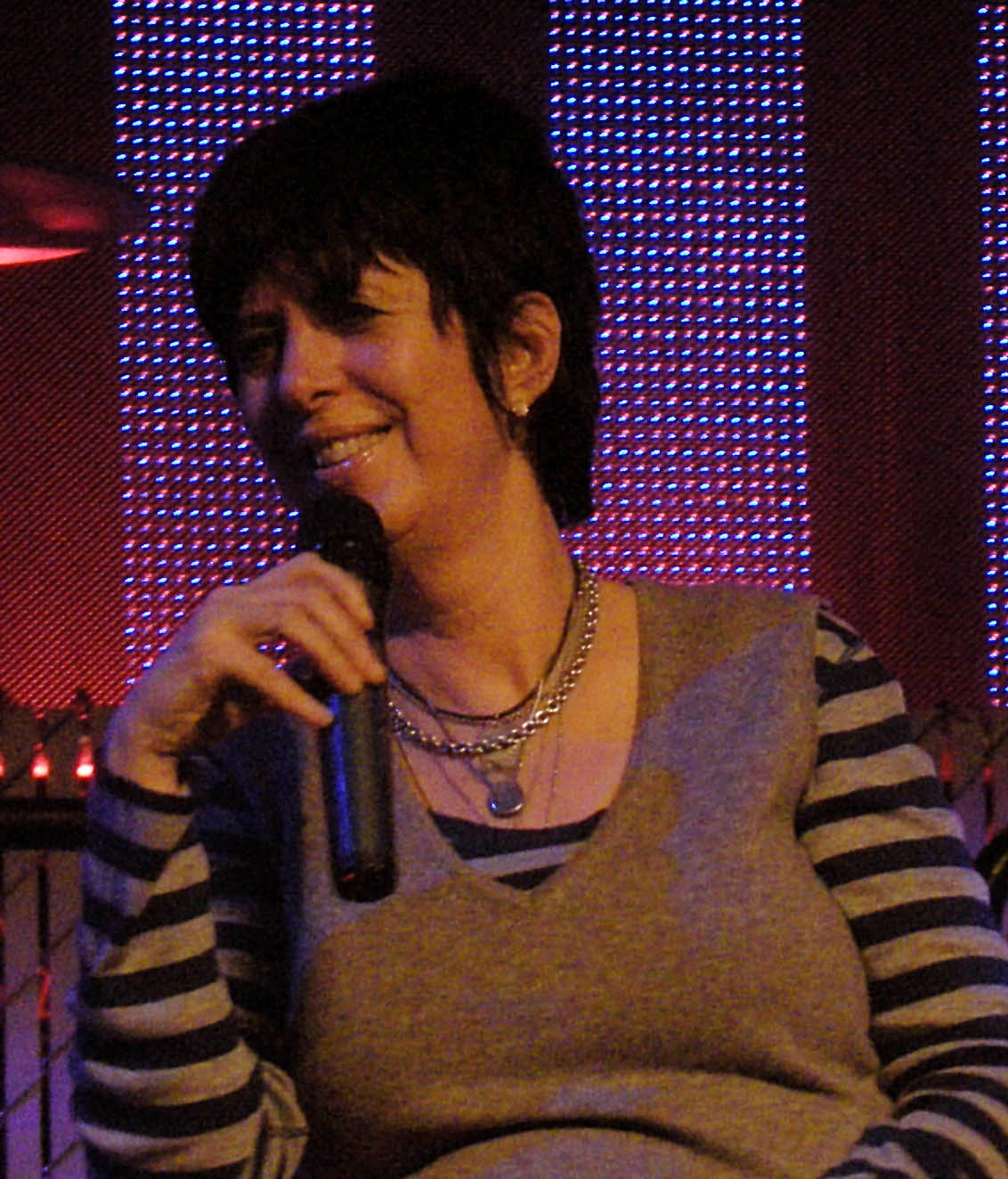
Diane Warren (na zdjęciu) chciała pracować z Beyoncé od czasu sukcesu Destiny’s Child, jednak przyznała, że dopiero „I Was Here” był na to doskonałym momentem

Knowles rozpoczęła proces produkcji albumu od sesji z zespołem z Fela! – broadwayowskiego musicalu, opartego na życiu pioniera tzw. Afrobeatu, Fela Kutiego. Piosenki nagrywane były wówczas w studiach całego świata, od Nowego Jorku, przez Australię, po studio Petera Gabriela w angielskiej wiosce Box. Wokalistka współpracowała z licznymi twórcami; znaczny wkład w album miała dwójka producentów – Jim Jonsin oraz Ne-Yo. Ne-Yo skomentował w jednym z wywiadów przebieg oraz efekty kompletowania płyty: „Wszystko doskonale ze sobą współgra. Nie mogę mówić zbyt dużo na ten temat, ale [4] będzie dla Beyoncé nową drogą. Za moment nikt nie będzie mógł się z nią równać. W gruncie rzeczy już teraz od niej odstają, ale po premierze tego albumu, naprawdę nikt nie będzie mógł się z nią mierzyć”. Z kolei Jim Jonsin przyznał, że pracując nad płytą, starał się przede wszystkim tworzyć utwory w klimacie muzyki elektronicznej z lat 80. Sean Garrett, który również był jednym z producentów albumu, powiedział natomiast: „Praca nad nowymi ścieżkami była wyjątkowo ciężka. [...], ale mimo to, ona [Beyoncé] jest moją ulubienicą”. Charakteryzując styl muzyki, jaki znalazł się na płycie, wytłumaczył: „Produkujemy wiele szybkich ścieżek. [Beyoncé] jest teraz w tak dobrym okresie swojego życia, że interesuje ją tworzenie radosnej, imprezowej muzyki”. W styczniu 2011 roku swoje zaangażowanie w produkcję 4 potwierdził S1. Krótko po tym, także Diplo poinformował, że wraz ze Switchem i Derekiem Millerem ze Sleigh Bells współpracują z Knowles nad utworami na 4. Christopher „Tricky” Stewart, The-Dream, Bangladesh, Rodney „Darkchild” Jerkins, Frank Ocean, Kanye West, Q-Tip oraz Alja Jackson również byli zaangażowani w prace nad albumem. 31 maja 2011 roku członkowie amerykańskiej grupy rockowej OneRepublic poinformowali za pośrednictwem serwisu Twitter, że pracowali z Knowles nad ostatnim utworem z jej nowej płyty. Wokalistka Sia i Talay Riley byli dodatkowo odpowiedzialni za część tekstów piosenek z 4.
W czerwcu 2011 roku Diane Warren wyjawiła w wywiadzie dla PopWrap, że również miała swój wkład w 4, mówiąc: „Napisałam półtora tygodnia temu tekst, który Beyoncé następnie nagrała jako utwór. Myślę, że to najlepsze, co stworzyłam w swojej karierze. Ona zaśpiewała go niesamowicie. To chyba najlepsza piosenka mojej kariery i prawdopodobnie mój ulubiony tekst, który napisałam”. Z kolei sama Knowles wyjaśniła w rozmowie z Gabrielem Alvarezem z magazynu Complex w jaki sposób „odkryła” członka Odd Future, Franka Oceana: „Gdy którejś niedzieli jechaliśmy na Brooklyn, Jay[-Z] włączył w samochodzie jakieś CD. Od razu zauważyłam jego [Oceana] ton, aranżacje i storytelling. Natychmiast się z nim skontaktowałam – dosłownie następnego ranka. Zaproponowałam mu, żeby przyleciał do Nowego Jorku i wziął udział w pracach nad moim nowym albumem”. Beyoncé przyznała również, że była bardzo szczęśliwa, iż Kanye West zajął się produkcją utworu „Party”; wpływ na to miał efekt, jaki wywarł na nią singel „Runaway”, który w 2010 roku wydał West. Knowles wytłumaczyła, że gdy usłyszała tę piosenkę po raz pierwszy, miała łzy w oczach, dodając: „To, że Kanye wyrażał swój ból, konsternację i wściekłość bez wcześniej przygotowanego tekstu było poruszające. Przez tych pięć minut śpiewał swoim sercem. On jest tak bardzo podatny na ból i zranienie. Uwielbiam, gdy artystę stać na tak wielką szczerość”. Ujawniając więcej o doświadczeniach, które miały bezpośredni wpływ na produkcję albumu, Knowles napisała na swojej oficjalnej stronie internetowej: „Rola Etty James pozwoliła mi poznać siebie. Dlatego kiedy wchodziłam do studia nagraniowego zawierałam w moim wokalu tę samą pasję i szczerość, jaką miała Etta. Brzmi to inaczej, niż na moich wcześniejszych płytach. Ma zdecydowanie bardziej surowy charakter, bo pochodzi z mojej głębi”.

### Nagrywanie

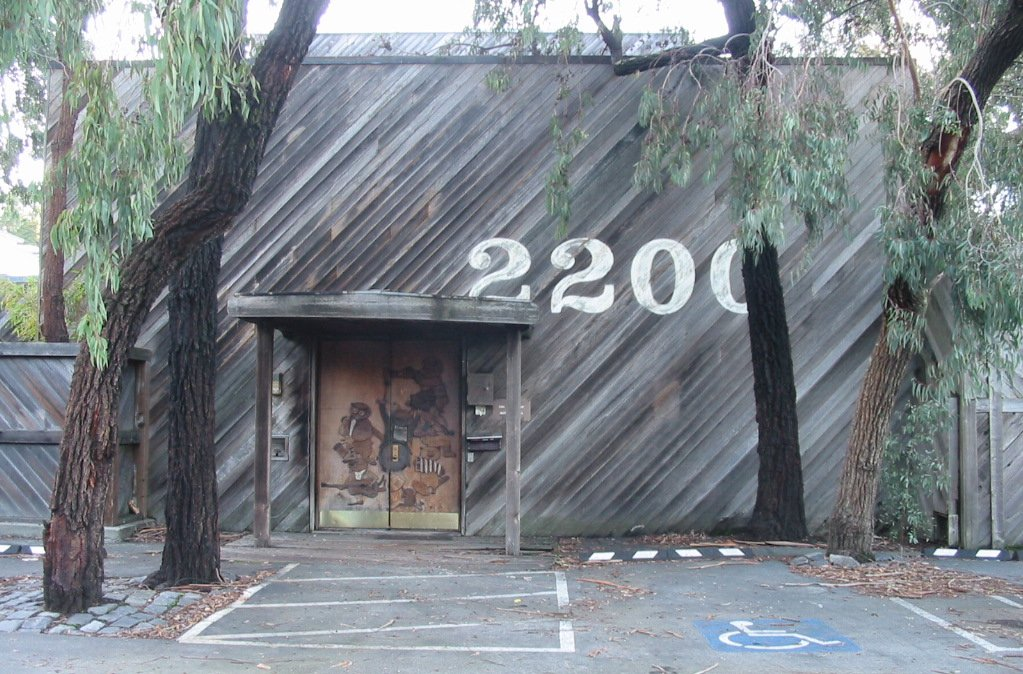
Sesje nagraniowe 4 odbywały się w różnych studiach na całym świecie, włączając w to Record Plant w Los Angeles

Większość materiału na 4 została nagrana w studiach MSR Studios w Nowym Jorku; wśród innych nowojorskich studiów nagraniowych, gdzie powstawał album były Jungle City Studios, Germano Studios, Roc the Mic oraz KMA Music. Sesje nagraniowe odbywały się również w Conway Recording Studios, Enormous Studios i Record Plant w Los Angeles, The Studio w Las Vegas, Patriot Studios w Denver, Boston Harbor Hotel w Bostonie, Conway Recording Studios w Hollywood, Triangle Sound Studios w Atlancie, a także Lear 60/G2 Studios. Materiał na 4 nagrywano ponadto poza granicami Stanów Zjednoczonych, w Real World Studios w Box, Metropolis Group w Londynie, Avex Honolulu Studios w Honolulu, a także w studio wybudowanym specjalnie na potrzeby 4 w prywatnej willi w Sydney. Mąż Knowles, raper Jay-Z, pracował z Kanye Westem nad płytą Watch the Throne w Sydney, w tym samym czasie i w tej samej posiadłości, co Beyoncé; studio nagraniowe utworzono na poddaszu budynku. Nie zawierało ono kabiny izolującej, zamiast tego, znajdował się tam wyłącznie mikrofon i platforma do obróbki dźwięku Pro Tools. Wokal Knowles na 4 nagrany został przy użyciu przedwzmacniacza Avalon Design 737 i skompresowany przez 1176 Peak Limiter przy stopniu kompresji 4:1.

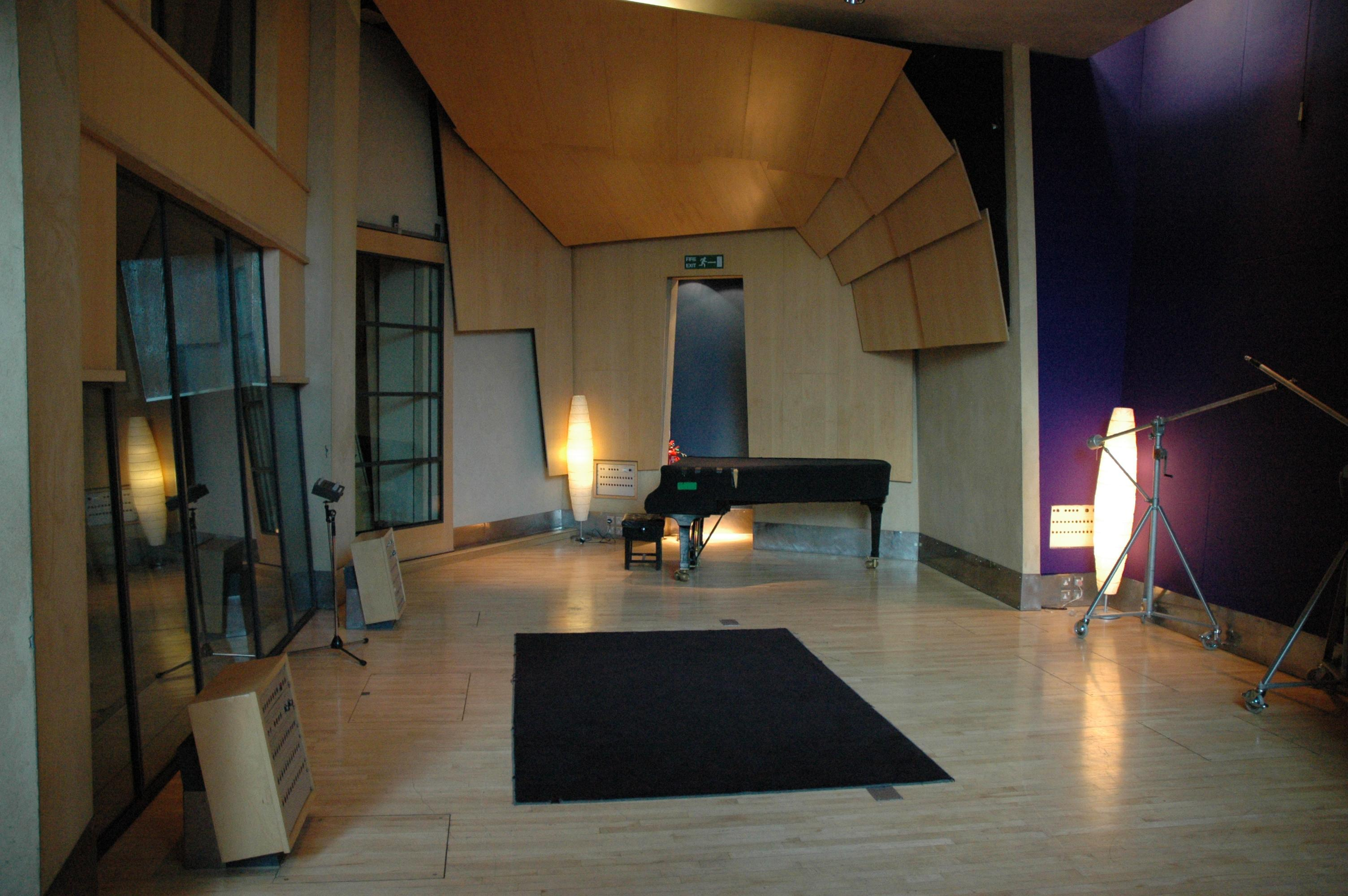
Studio A w londyńskich Metropolis Studios, gdzie odbywały się sesje nagraniowe 4

W maju 2010 roku Jordan Young, znany jako DJ Swivel, rozpoczął prace z Beyoncé w Roc the Mic od utworu „Party”, aby przekonać się, jak będą wyglądać ich relacje w ramach pracy nad nowym materiałem. Young przyznał: „Szczycę się tym, że jestem dość szybkim inżynierem i byłem w stanie wykonać wszystko, czego [Knowles] ode mnie oczekiwała podczas tej pierwszej sesji. Na szczęście spodobała jej się moja praca i tempo, w jakim ją zrealizowałem, dlatego później zaczęliśmy już poważne dyskusje o tym, jak ma zaczynać się ścieżka”. Sześć tygodni później Knowles ponownie skontaktowała się z Youngiem, wznawiając współpracę. Po zaledwie kilku dniach w Roc the Mic, dwójka uznała, że niezbędna jest zmiana studia na większe, dlatego też cały zespół produkcyjny przeniósł się tymczasowo, na półtora tygodnia, do KMA Studios. Projekt był następnie kontynuowany w MSR Studios; właśnie tam skompletowano większość materiału 4, mimo że album nagrywano w studiach całego świata. Young dokładniej opisał okoliczności współpracy z Beyoncé:

„Tuż przed rozpoczęciem prac nad płytą, spędziliśmy w MSR kilka dni z zespołem z musicalu Fela Kuti, co doprowadziło do licznych eksperymentów z różnymi instrumentami. [...] Mogę to podsumować jako świetną zabawę. Wtedy nie obowiązywały żadne zasady. OK, nie jest to może najbardziej ortodoksyjny sposób robienia muzyki, ale cały proces naszej zabawy z muzyką był bardzo wyzwalający. Próby nagrywania ścieżek tak, jak chciałem tego ja albo tak, jak chciała tego ona [Beyoncé] były świetną próbką przed startem naszej poważnej współpracy”.

Young dodał ponadto: „Beyoncé naprawdę była współproducentką tego albumu. Cała reszta po prostu realizowała jej pomysły”. W lutym 2011 roku poinformowano, że project został już niemalże w całości skompletowany. Niemal trzy miesiące później, w ramach ostatnich przygotowań do wydania płyty, Knowles przekazała 72 gotowe piosenki swojej wytwórni. The Sun napisał następnie: „Przedstawiciele Columbia Records nie byli przygotowani na wielkość materiału, jaki Beyoncé im zaprezentowała. Na pierwszy rzut oka widać, że była bardzo produktywna. Teraz stoi przed nimi trudne zadanie – wysłuchania wszystkiego i podjęcia decyzji, co ostatecznie znajdzie się na albumie”.

## Tytuł i okładka
Knowles powiedziała w wywiadzie dla magazynu Billboard, że pomysł na tytuł 4 podsunęli jej fani. „Miałam w głowie kompletnie inną nazwę i koncept, jednak widząc, że fani pokochali tytuł ‘4’, pomyślałam, że miło byłoby pozwolić, aby to oni wybrali nazwę” Poza tym wokalistka dodała, że liczba cztery ma dla niej specjalne znaczenie, jako że data jej urodzin oraz ślubu przypada na czwarty dzień miesiąca. Okładka standardowej edycji albumu została przedstawiona na oficjalnej stronie internetowej Beyoncé 18 maja 2011 roku, czyli tego samego dnia, w którym opublikowano wideoklip do „Run the World (Girls)” oraz ogłoszono datę premiery 4.
Jak przyznała Beyoncé, moda zawsze odgrywała ważną rolę w jej artystycznej osobowości. Tym razem wokalistka postanowiła jednak zmienić gamę projektantów, z których usług zazwyczaj korzystała. Zamiast wielkich domów mody, Knowles zwróciła się w stronę początkujących twórców. Pomocni w dokonaniu ostatecznych wyborów byli jej dyrektor kreatywny Jenke-Ahmed Tailly, a także prywatny stylista Ty Hunter. W wypowiedzi dla The New York Times, Tailly przyznał: „Ten album jest muzycznym gumbo wszystkiego, co kocha Beyoncé. Każda piosenka ma odmienną osobowość, dlatego zdecydowaliśmy się stworzyć okładkę, niczym edytorial dla magazynu. [...] Dla Beyoncé ważne było to, że wybór strojów nie kręcił się wokół marki, ale jakości ich wykonania”.
Na okładce standardowej wersji 4, Knowles ma na sobie kamizelkę z futra lisa autorstwa francuskiego projektanta Alexandre’a Vauthiera, połączoną z kryształami Swarovskiego, dostarczonymi przez Lesage. Stroje od Vauthiera pojawiają się dodatkowo w książeczce albumowej, podobnie jak między innymi szorty „Daisy Duke” spod igły młodej francuskiej projektantki Julien Fournié, która swoją markę prowadziła w tamtym okresie dopiero od trzech lat. Jeden ze strojów zaprojektowany został przez Lleah Rae, która wówczas dopiero co ukończyła nowojorską szkołę Parsons the New School for Design. Okładka edycji deluxe 4 przedstawia Knowles w fioletowej sukni z czarnymi ozdobami autorstwa Maxime’a Simoensa, który jednocześnie opisał Knowles jako „innowatorkę stylu i awangardy”.
Na odwrocie obu wydań albumu widnieje fotografia Knowles, która ma na sobie utrzymany w stylu vintage żakiet od AzzeDine’a Alaïa oraz buty na wysokim obcasie autorstwa duńskiego projektanta Jana Taminiau. Poza fotografiami zrobionymi przez uznanych artystów, takich jak Ellen von Unwerth i Tony Duran, w sesji zdjęciowej do albumu brał udział między innymi młody angielski fotograf Greg Gex.
Robbie Daw ze strony internetowej Idolator ocenę okładki albumu zakończył słowami „Are you ready for this jelly?”, odnosząc się do fragmentu piosenki „Bootylicious” Destiny’s Child. Jocelyn Vena z MTV News napisała, że Beyoncé wygląda na okładce na „seksowną i wyzwoloną”.
Magazyn muzyczny Paste wyróżnił okładkę 4 jako 7. najlepszą okładkę albumową 2011 roku.

## Wydanie i promocja
Data premiery albumu w Stanach Zjednoczonych została ujawniona tego samego dnia, w którym opublikowany został wideoklip do „Run the World (Girls)”, czyli 18 maja 2011 roku. 7 czerwca, na trzy tygodnie przed planowaną premierą, 4 wyciekł w całości do Internetu. Przedstawiciele prawni Knowles wystosowali specjalne ostrzeżenia do stron internetowych, które rozpowszechniały materiał, a w konsekwencji piosenki zostały usunięte z sieci. Jednakże część fanów wokalistki udostępniała nowe utwory Beyoncé za pośrednictwem serwisu Twitter, co utrudniało wytwórni całkowitą eliminację fragmentów 4 z Internetu. 9 czerwca Beyoncé skomentowała sytuację za pośrednictwem Facebooka: „Moja muzyka wyciekła do Internetu, i mimo że nie w ten sposób chciałam zaprezentować nowe piosenki, doceniam pozytywny odzew fanów. Kiedy nagrywam muzykę, zawsze myślę o moich fanach, śpiewających każdy wers i tańczących do każdego beatu. Tworzę muzykę, by uszczęśliwiać ludzi i cieszę się, że wszyscy z takim poruszeniem słuchali nowych utworów”. Po przedpremierowym wycieku materiału z 4 do Internetu pojawiły się pogłoski, że zarząd Columbia Records uznał, iż czwarty album Knowles może być „niewypałem”. Fox News Channel poinformował, że wytwórnia „obawia się o nową płytę Beyoncé. Nie znajdują się na niej hity, do których przywykli jej fani. Zarząd poprosił Knowles, by ta dokonała zmian, jednak ona odmówiła”. Część źródeł mówiła nawet o rozważaniach Columbia Records na temat ewentualnej możliwości reaktywacji Destiny’s Child „w desperackim akcie wsparcia tej kopalni złota [Beyoncé] jeszcze przed końcem roku podatkowego”. Kilka dni później rzecznik wytwórni oświadczył: „Wiem tylko, że wszystko jest już gotowe. [...] Nigdy nie było żadnych dyskusji na temat jakichkolwiek zmian materiału”, zaś przedstawiciele Knowles dodali: „Wszystko to jest kompletną nieprawdą. Wszystko”.
W kilku państwach premiera edycji deluxe albumu miała miejsce tego samego dnia, w którym ukazała się wersja standardowa płyty. Rozszerzone wydanie dostępne było zarówno w iTunes Store, jak i w pozostałych punktach sprzedaży detalicznej. Jednakże z drugiej strony, w Stanach Zjednoczonych edycja deluxe 4 początkowo dostępna była wyłącznie w sklepach sieci Target. Każdy egzemplarz 4 dostępny na rynku amerykańskim zawierał darmową próbkę zapachu Heat, natomiast na wydaniu deluxe płyty znalazło się sześć dodatkowych utworów (włączając w to trzy remiksy „Run the World (Girls)”), a także wycięte sceny z wideoklipu do tejże piosenki.
W tym samym tygodniu, w którym odbyła się premiera albumu, Rob Stringer, prezes Columbia Records, w wywiadzie dla magazynu Billboard zaprzeczył wszystkim pogłoskom, jakoby wytwórnia miała być niezadowolona z natężenia ballad, które znalazły się na 4. Stringer przyznał również, że nikt z Columbia Records nie prowadził żadnych rozmów w kierunku możliwości wznowienia działalności przez Destiny’s Child:

„Historie o tym, jakoby mielibyśmy być niezadowoleni z tego albumu są zwyczajnym kłamstwem. Nigdy nie było żadnych wątpliwości ani żadnych dyskusji na temat jakichkolwiek zmian w materiale. [...] Wyniki sprzedaży są bardzo dobre. Od samego początku uważaliśmy, że ta płyta jest świetna i to, co dzieje się teraz, potwierdza nasze zdanie. Naprawdę nas to cieszy. Nie chcieliśmy, aby materiał wyciekł do Internetu. Ale jednocześnie nie braliśmy pod uwagę wstrzymania lub przesunięcia premiery albumu. Od czterech miesięcy wiedzieliśmy, że to będzie ta data (28 czerwca). Nigdy nie rozważaliśmy odkładania/przesuwania w czasie premiery ani zmiany piosenek – nic z tych rzeczy”.

### Marketing

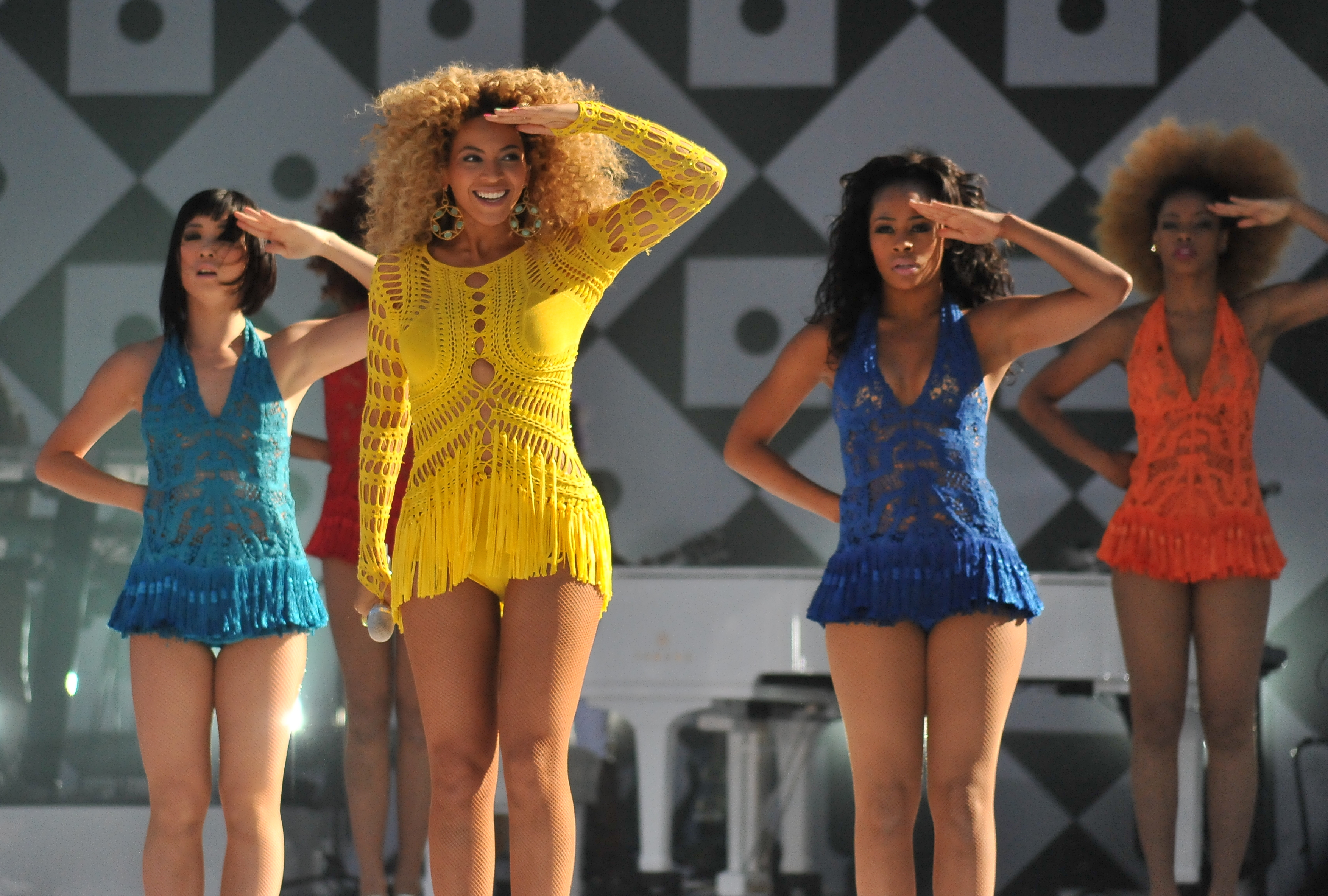
Knowles wykonująca „Run the World (Girls)” podczas zorganizowanego przez Good Morning America koncertu w nowojorskim Central Parku

11 maja 2011 roku w Nowym Jorku grupa fanów wokalistki uczestniczyła w ekskluzywnym przyjęciu, podczas którego mieli okazję usłyszeć cztery nowe piosenki z 4. Zaprezentowany został wówczas również zwiastun wideoklipu do głównego singla z albumu, „Run the World (Girls)”. Począwszy od 16, do 27 czerwca 2011 roku każdego dnia na stronie internetowej Knowles pojawiała się pełna wersja kolejnego utworu z jej nowej płyty; utworom towarzyszyły ponadto fotografie wokalistki z książeczki albumowej. 17 maja 2011 roku Beyoncé po raz pierwszy wykonała na żywo „Run the Word (Girls)” podczas Surprise Oprah! A Farewell Spectacular w Chicagowskim United Center. Show został zorganizowany, by uczcić premierę 25. i zarazem ostatniej serii programu The Oprah Winfrey Show. Następnie Beyoncé zaśpiewała „Run the World (Girls)” 22 maja na uroczystej gali 2011 Billboard Music Awards, która odbyła się w MGM Grand Garden Arena w Las Vegas. Ważnym elementem tegoż występu były projekcje futurystycznych fragmentów wideo, wyświetlane na wielkich ekranach; na scenie Knowles pojawiła się ponadto w towarzystwie 100 tancerzy. 25 maja Beyoncé wykonała utwór „1+1” w trakcie finałowego odcinka 11. edycji programu American Idol. Jednocześnie przyznała wtedy, że to właśnie „1+1” jest jej ulubioną piosenką z 4. Tego samego dnia utwór miał premierę w iTunes Store jako singel promocyjny, dostępny wyłącznie w Stanach Zjednoczonych.
16 czerwca 2011 roku Beyoncé była gościem w programie Entertainment Tonight, gdzie promowała edycję deluxe albumu 4, a także zaprezentowała fragment reklamy telewizyjnej rozszerzonego wydania płyty. 30–sekundowy spot, z piosenkami „1+1” i „Countdown” w roli podkładu muzycznego, zadebiutował na antenach amerykańskiej telewizji 24 czerwca. Przez resztę miesiąca Knowles uczestniczyła w promocyjnej wizycie w Europie, gdzie między innymi uczestniczyła w kilku festiwalach muzycznych. Swoją podróż po Starym Kontynencie rozpoczęła od mini-trasy koncertowej po Francji, która objęła w sumie trzy występy: 20 czerwca w Nicei, 22 czerwca w Lille oraz 23 czerwca w Amnéville. Tydzień później wokalistka odwiedziła Wielką Brytanię, by tam, jako jedna z trzech głównych gwiazd festiwalu (obok U2 i Coldplay), zagrać 26 czerwca na Glastonbury Festival 2011. Poza dwoma singlami z 4, jej 90–minutowy show składał się z 21 innych utworów, włączając w to m.in.: „Crazy in Love”, „Single Ladies (Put a Ring on It)”, „Halo”, „Telephone”, a także medley Destiny’s Child. Lista wykonywanych piosenek objęła również covery „The Beautiful Ones” Prince’a oraz „Sex on Fire” Kings of Leon. Beyoncé była jednocześnie pierwszą kobietą, która stanowiła główną gwiazdę sceny–piramidy Glastonbury Festival od ponad dwudziestu lat.
Nagrane wcześniej wykonanie utworów „Best Thing I Never Had” oraz „End of Time” na Glastonbury Festival zostało odtworzone podczas gali 2011 BET Awards, która odbywała się w Stanach Zjednoczonych tego samego dnia, 26 czerwca. 27 czerwca, podczas wizyty w Londynie, Knowles udzieliła Piersowi Morganowi godzinnego wywiadu na prawach wyłączności, który wyemitowany został w jego show Piers Morgan Tonight. Wokalistka powróciła następnie do Francji, by 28 czerwca zaśpiewać „Run the World (Girls)” w programie Le Grand Journal. Tego samego dnia Beyoncé wykonała „Run the World (Girls)” oraz „Best Thing I Never Had” w finałowym odcinku 2. serii francuskiej wersji programu X Factor. 30 czerwca 2011 roku premierę miał zrealizowany przez MTV specjał telewizyjny Beyoncé: Year of 4, dokumentujący podróże Knowles po całym świecie, jej próby choreograficzne, prace w studio nad 4, a także kręcenie wideoklipu do „Run the World (Girls)”. Również 30 czerwca Beyoncé złożyła niespodziewaną wizytę w sklepie Target w nowojorskim Harlemie, gdzie dzieci z lokalnego Boys and Girls Club tańczyły w rytm „Countdown”. W połowie ich występu Knowles weszła na scenę, uściskała dzieci, a następnie obejrzała do końca ich taneczny układ.
W lipcu 2011 roku Beyoncé promowała 4 poprzez projekcję fotografii z książki albumowej na wielu londyńskich zabytkach, włączając w to Muzeum Madame Tussaud oraz Elektrownię Battersea. 1 lipca Knowles dała gościnny występ w Central Parku, w ramach trasy koncertowej Summer Concert Series, organizowanej przez program Good Morning America. Kilka dni później wokalistka zaśpiewała podczas 35. dorocznego spektaklu fajerwerków, organizowanego przez Macy’s z okazji święta 4 lipca. Beyoncé wyruszyła następnie do Szkocji, aby tam, 10 lipca 2011 roku, wystąpić na festiwalu T in the Park. Dzień później Knowles pojawiła się na scenie kolejnego wielkiego festiwalu – irlandzkiego Oxegen Festival.
28 lipca 2011 roku Knowles gościła w amerykańskim programie The View, gdzie wykonała inną wersję „Best Thing I Never Had”. Następnie udzieliła wywiadu prowadzącym, opowiadając o albumie, o jej nadchodzącym filmie Narodziny gwiazdy oraz o tym, jak spędza swój wolny czas. Beyoncé wróciła po tym na scenę, by zaśpiewać „1+1”. Tego samego dnia Knowles pojawiła się w show Late Night with Jimmy Fallon, wieńcząc rozmowę piosenką „Best Thing I Never Had”, którą wykonała wraz z grupą The Roots. W sierpniu 2011 roku wokalistka dała cztery specjalne koncerty w nowojorskiej Roseland Ballroom. Podczas każdego z występów w ramach rewii 4 Intimate Nights with Beyoncé prezentowany był cały materiał z 4, a także utwory z jej wcześniejszej twórczości. 28 sierpnia, podczas gali MTV Video Music Awards 2011, Knowles wykonała na żywo utwór „Love on Top”, wykorzystując jednocześnie tę okazję do ogłoszenia informacji o swojej pierwszej ciąży.

### Trasa koncertowa
O przyszłej trasie koncertowej Knowles wypowiedział się w jednym z wywiadów prezes Columbia Records: „Głównym celem na najbliższe miesiące jest to, by ta płyta dotarła wszędzie. Beyoncé doskonale wie, na czym polega bycie artystą globalnym. Plany dotyczące trasy koncertowej są bardzo rozległe”.

## Przyjęcie
| Oceny łączne         | Oceny łączne |
| Publikacja           | Ocena        |
| -------------------- | ------------ |
| Album of the Year    | 70/100       |
| AnyDecentMusic?      | 6.6/10       |
| Metacritic           | 73/100       |
| Recenzje             |              |
| AllMusic             | [ 2 ]        |
| The A.V. Club        | B-           |
| Chicago Tribune      | [ 78 ]       |
| Consequence of Sound | A-           |
| Drowned in Sound     | 6/10         |
| Entertainment Weekly | B            |
| Evening Standard     | [ 82 ]       |
| The Guardian         | [ 83 ]       |
| HipHopDX             | 4/5          |
| The Independent      | [ 85 ]       |
| The Irish Times      | [ 86 ]       |
| laut.de              | [ 87 ]       |
| Los Angeles Times    | [ 88 ]       |
| musicOMH             | [ 89 ]       |
| The Observer         | [ 90 ]       |
| Pitchfork Media      | 8/10         |
| Rolling Stone        | [ 92 ]       |
| Slant Magazine       | [ 93 ]       |
| Spin                 | (8/10)       |
| Sputnikmusic         | 4.0/5        |
| Tiny Mix Tapes       | [ 96 ]       |
| Uncut                | [ 97 ]       |
| Under the Radar      | 7/10         |

4 otrzymał generalnie pozytywne recenzje od większości krytyków. W bazie Metacritic, która na podstawie opinii mainstreamowych krytyków oblicza średnią ważoną w 100–punktowej skali, album uzyskał wynik 73 punktów w oparciu o 36 recenzji, co oznacza „ogólnie przychylne oceny”. Eric Henderson ze Slant Magazine opisał płytę jako „intymną, pełną ballad, zdominowaną przez ścieżki o średnim lub wolnym tempie”. Randall Roberts piszący dla Los Angeles Times określił 4 mianem „zaskakującego, śmiałego ruchu, nawet jeśli te zaskakujące elementy mają charakter subtelnej odmiany”. Nitsuh Abebe z magazynu New York skomplementował „nowy typ nastrojowości” Knowles oraz „czarujące” ballady, dodając, że wokalistka „wykonała świetną pracę, sprawiając, że [wrażliwość] wydała się formą męstwa”. Chris Coplan reprezentujący stronę internetową Consequence of Sound opisał 4 jako „doskonałość czystego popu”, kontynuując: „Olśniewającym aspektem tego albumu jest to, jaki efekt osiągnięto, wykorzystując wyłącznie milinimalne techniki produkcyjne i prostotę tekstów”. Jody Rosen z magazynu Rolling Stone skomplementował Beyoncé za „pozostawienie w tyle modnych stylów produkcji”, nazywając jednocześnie album „ekscentrycznym, [...] niewątpliwie osobistym”. Michael Cragg z The Observer pochwalił „wyluzowany charakter najlepszego z jej dotychczasowych wydawnictw”. Genevieve Koski z The A.V. Club napisała z kolei: „Artystyczne dojrzewanie Beyoncé w postaci 4 składa się oczywiście z pewnych bólów dorastania, jednak jego dopracowanie i pewność siebie [Knowles] maskują te niedoskonałości”.
Matthew Horton z BBC Online pochwalił „potęgę ballad” z 4, a także stwierdził: „Beyoncé balansuje pomiędzy flirtem, wrażliwością i wspaniałością, w czym przez cały czas towarzyszy jej cudowny głos”. Jon Caramanica z dziennika The New York Times napisał natomiast: „[Knowles] zawsze była wokalistką, której przeznaczeniem są piosenki o miłości. Od początku oczekiwała dnia, w którym zwyczajnie mogła zabrać się do pracy nad takim materiałem. Patrząc z tej perspektywy, 4 jest imponujący. […] Beyoncé dostarcza nam złamane serca w konkretnym celu: by przypomnieć, jak przytłaczającym uczuciem może być miłość”. Mimo okrzyknięcia „Run the World (Girls)” jako „najgorszej piosenki z albumu”, Mikael Wood z magazynu Spin scharakteryzował stronę muzyczną 4 jako „często–świetną kolekcję ballad i utworów o średnim tempie, w których odznaczają się echa popu/soplu z przełomu lat 70. i 80.” Rich Juzwiak z The Village Voice określił utrzymane w najszybszym tempie utwory z 4 jako „passé w najlepszy możliwy sposób”, a następnie dodał: „4 stanowi wspaniałą oprawę dla głosu Knowles, który znajduje się w zdecydowanie szczytowej formie”.
Ryan Dombal z Pitchfork Media pochwalił „beztroską wrażliwość stylu retro” na 4, a także napisał: „Lwia część albumu [...] prezentuje jedną z największych gwiazd muzyki na świecie, eksplorującą swój talent w sposób, który przewidzieć mogło niewielu, co zawsze jest ekscytujące”. Embling ze strony internetowej Tiny Mix Tapes określił 4 mianem „jednego z najbardziej konsekwentnych, przyjemnych do słuchania albumów popowych ostatnich lat”, pisząc ponadto: „4 jest wielkim sukcesem w pewnym sensie: znalazły się na nim co najmniej trzy dobre piosenki i żadnego słabego numeru”. Andy Kellman z AllMusic napisał: „Siła większości materiału, wspierana przez charakterystyczne, akrobatyczne zdolności wokalne Knowles, łagodzi trudności w odbiorze zmiennego materiału”. Kellman podsumował swoją recenzję słowami: „Nikt, poza jedną z najbardziej utalentowanych i uznanych wokalistek [...], nie byłby w stanie stworzyć tego albumu”.
Z drugiej strony, James Reed z The Boston Globe stwierdził, że album „niczym się nie wyróżnia i został stworzony bez żadnego wysiłku”, komentując jednak jego produkcję jako „utrzymaną w dobrym tonie, chociaż momentami mającą zbyt spięty charakter”. Określając szybkie utwory z 4 mianem fiaska, Adam Markovitz z Entertainment Weekly uznał, że pierwsza połowa albumu jest „ciężkim, [...] sennym recitalem ballad” i dodał: „Wokalnie, [Knowles] nigdy nie brzmiała lepiej – gardłowo i precyzyjnie – ale piosenki z płyty po prostu są poniżej jej poziomu”. Alexis Petridis z The Guardian napisał natomiast: „Najlepsze albumowe momenty oferują wskazówki, jak te utwory mogłyby wyglądać: ciężko jest wyzbyć się przeczucia, że sposób, w jaki teoretycznie mogłyby brzmieć te utwory, byłby znacznie lepszy, niż to, czym są teraz”. David Amidon z PopMatters stwierdził, że większość materiału z 4 znajduje się „znacznie poniżej talentu, jaki posiada Beyoncé”, ale równocześnie ocenił, że 4 stanowi poprawę jakości w stosunku do I Am... Sasha Fierce, a także skomplementował wokal Knowles. Kevin Ritchie z magazynu NOW zrecenzował: „Na 4, [Knowles] wciąż brakuje prawdziwej wrażliwości, jednak [ona] wychodzi poza klubowe dźwięki za pośrednictwem pięknie dopracowanych, utrzymanych w średnim tempie produkcji”. Claire Suddath z Time skrytykowała tekstową warstwę albumu, uznając ją za „zbyt powierzchowną”, pisząc jednocześnie, że wydawnictwo oferuje „dobrze wyprodukowane utwory zaśpiewane przez utalentowaną kobietę”. Greg Kot z Chicago Tribune wyróżnił „niewytłumaczalną niespójność” 4 i dodał: „album wydaje się skąpy, niedopracowany”. Podobną opinię wyraził Andy Gill z The Independent, charakteryzując piosenki z 4 jako „zbiorowisko drżących, zbyt emocjonalnych melizmatów”. Hamish MacBain z NME skrytykował „nudne ballady”, a także dodał, iż „nawet dobre beaty brzmią na 4 mało inspirująco”. Q przyznał płycie trzy na pięć możliwych gwiazdek, pisząc, że Knowles „nie podjęła ryzyka, nagrywając w konsekwencji bezpieczny album”.

### Wyróżnienia
|                           | „Tak wiele gwiazd popu wydaje się uwięzionych w czasie, goniąc za hitami, które mogłyby przebić ich wcześniejsze dokonania, jednak B[eyoncé] do nich nie należy. Dla niej rok 2011 był rokiem ewolucji, zarówno osobistej, jak i artystycznej... [Ona] tworzy bazę dla czegoś nowego i ekscytującego. Dzięki temu, że tak bardzo otworzyła się przed swoimi fanami, teraz wiemy, że niezależnie od tego, gdzie poprowadzi ją życie, my będziemy zaproszeni, by uczestniczyć w tej podróży”. |
| – John Mitchell, MTV News | |

4 został wyróżniony w wielu zestawieniach–muzycznych podsumowaniach roku, sporządzanych przez krytyków oraz publikacje. James Montgomery z MTV News umieścił 4 na 20. miejscu listy najlepszych płyt 2011 roku, określając go mianem „artystycznie anachronicznego wydawnictwa”. Portal BBC Online uznał 4 za 7. najlepszy album 2011 roku, zaś Rolling Stone umieścił go na 25. miejscu listy najlepszych wydawnictw tego samego okresu. NPR zawarł 4 w zestawieniu 50 najlepszych płyt tego samego roku, komentując, że płyta „celebruje związek Beyoncé z jej ukochanym mężczyzną, a także podkreśla jej płynność w roli artystki – to, że nie chce być zamknięta w jednym, określonym pudełku”. The Guardian wyróżnił 4 na 4. miejscu listy podsumowującej rok w muzyce, twierdząc, że album reprezentuje jednocześnie „dźwięki dojrzewającej gwiazdy popu”, a zarazem „dźwięki światowej klasy megagwiazdy, potwierdzającej, że zamierza pozostać w tym obszarze na dłużą metę”. Spin umieścił 4 na 39. pozycji w zestawieniu najlepszych płyt 2011 roku, pisząc, że album „wkroczył na zupełnie inną ścieżkę” oraz „udowodnił, że Sasha nie musi być dzika, by rządzić światem”. Spin uznał ponadto 4 za 2. najlepszy album popowy 2011 roku.
The New Yorker umieścił 4 na szycie listy najlepszych albumów spośród amerykańskich artystów, przyznając ponadto Beyoncé tytuł najlepszej artystki 2011 roku, pisząc: „Beyoncé nie zdobyła złota ze względu na to, że nagrała świetne single... Zwyciężyła dlatego, że kocha swoją pracę bardziej, niż ktokolwiek inny”.
4 znalazł się również w kilku innych zestawieniach najlepszych albumów 2011 roku; został umieszczony na 2. miejscu tego typu listy według Amazon.com, na 5. pozycji według magazynu Rap-Up, na 13. miejscu według witryny About.com, na 26. miejscu według The Village Voice, na 27. pozycji według Pitchfork Media, na 10. pozycji według The New York Times, a także na 6. miejscu według Chicago Sun-Times. MSN, Digital Spy i Associated Press wyróżniły 4 jako 3. najlepszą płytę roku 2011. Witryna Consequence of Sound uznała 4 za 13. najlepszy album 2011 roku, podsumowując:

„Zrodzony z beatów i dźwięków Fela Kutiego, broadwayowskich musicali oraz twórczości Lionela Richiego, 4 jest jednocześnie jednym z najbardziej osobistych, jak i jednym z najbardziej zróżnicowanych muzycznie wydawnictw Beyoncé. To klasa mistrzowska na tle muzyki popularnej ostatnich 40 lat. [...] [4] jest niesamowicie osobisty; znacznie głębszy, niż wszystkie emocjonalne ścieżki w jej dotychczasowej karierze. Poza tym, [4] jest dość kompaktowy, pozbawiony wypełniaczy, które nękały jej wcześniejsze płyty. Już teraz wypełnia nas radosne oczekiwanie na to, co przyniesie 5”.

W 2012 roku magazyn Rolling Stone wyróżnił 4 na 37. miejscu listy 50 najlepszych kobiecych albumów wszech czasów, pisząc: „Odkąd wybiła się z Destiny’s Child, Beyoncé pozostaje ulubioną księżniczką muzyki popularnej na świecie”. Za najmocniejszy punkt płyty uznano natomiast „Countdown”.
4 nominowany był do nagrody American Music Award w kategorii najlepszy album R&B/soulowy, a także do nagród Soul Train Music Award, People’s Choice Award, Virgin Media Music Award oraz NAACP Image Award w kategoriach album roku.

## Odbiór komercyjny
4 zadebiutował na szczycie listy Billboard 200, rozchodząc się w pierwszym tygodniu w 310 tysiącach egzemplarzy na terenie Stanów Zjednoczonych. Był to jednocześnie czwarty album Knowles, który zadebiutował na 1. miejscu notowania, co czyni Beyoncé drugą w historii wokalistką i zarazem trzecim artystą w historii, którego cztery pierwsze albumy debiutowały na szczycie Billboard 200. Jednakże w pierwszym tygodniu sprzedaż 4 była najniższa spośród jej wszystkich wydanych dotychczas płyt solowych. Przyczynę takiego stanu rzeczy wyjaśnił Keith Caulfield z magazynu Billboard, komentując, że album nie został wydany w okresie świątecznym; uznał on ponadto, że 4 brakowało wielkiego hitu, który pomógłby podnieść sprzedaż albumu w pierwszym tygodniu od premiery. W drugim tygodniu dostępności na rynku muzycznym, album pozostał na szczycie Billboard 200, rozchodząc się w kolejnych 115 tysiącach kopii. Jest to jednocześnie pierwsza płyta Knowles, która utrzymywała się na 1. pozycji tejże listy przez więcej niż tydzień. 4 uzyskał status platynowej płyty według Recording Industry Association of America (RIAA) za sprzedaż powyżej miliona egzemplarzy w Stanach Zjednoczonych.
W premierowym dniu w sprzedaży, 4 rozszedł się w ponad 10 tysiącach kopii w Polsce, ponad 120 tysiącach egzemplarzy w Brazylii, a także w 32 tysiącach kopii w Wielkiej Brytanii. Według danych The Official Charts Company, pierwszodniowa sprzedaż 4 na rynku brytyjskim była większa, niż łączna wielkość jednodniowej sprzedaży trzech albumów: 21 (2011) Adele, Born This Way (2011) Lady Gagi oraz 19 (2008) Adele. 4 zadebiutował na szczycie UK Albums Chart, rozchodząc się w ciągu siedmiu dni od premiery w ponad 89 tysiącach egzemplarzy w Wielkiej Brytanii. W drugim tygodniu sprzedaży album pozostał na 1. miejscu listy, sprzedając się w nakładzie kolejnych 45 tysięcy kopii. 4 zadebiutował na 2. pozycji australijskiego zestawienia ARIA Albums Chart, osiągając tym samym najwyższe miejsce w tymże notowaniu spośród wszystkich dotychczasowych albumów Knowles. W czasie pierwszych siedmiu dni sprzedaży na rynku kanadyjskim, 4 rozszedł się w ilości niemalże 9 tysięcy kopii, debiutując na 3. miejscu listy Canadian Albums Chart. Z kolei w Japonii płyta znalazła w premierowym tygodniu 19 tysięcy nabywców, dzięki czemu uplasowała się na 10. miejscu notowania Oricon.

## Lista utworów
| #   | Tytuł                      | Autorzy                                                                                               | Produkcja                                                | Długość |
| --- | -------------------------- | --- | -------------------------------------------------------- | ------- |
| 1.  | „1+1”                      | Terius Nash, Christopher Stewart, Beyoncé Knowles                                                     | Knowles, The-Dream, Tricky Stewart                       | 4:35    |
| 2.  | „I Care”                   | Jeff Bhasker, Chad Hugo, Knowles                                                                      | Bhasker, Knowles                                         | 4:00    |
| 3.  | „I Miss You”               | Frank Ocean, Shea Taylor, Knowles                                                                     | Knowles, S. Taylor                                       | 2:59    |
| 4.  | „Best Thing I Never Had”   | Kenny Edmonds, Antonio Dixon, Knowles, Patrick Smith, S. Taylor, Larry Griffin Jr., Caleb McCampbell  | Knowles, Babyface, Dixon, S. Taylor, Symbolyc One, Caleb | 4:13    |
| 5.  | „Party” (feat. André 3000) | Kanye West, Bhasker, Knowles, André 3000, Dexter Mills, Douglas Davis, Ricky Walters                  | Knowles, West, Bhasker                                   | 4:06    |
| 6.  | „Rather Die Young”         | Bhasker, Luke Steele, Knowles                                                                         | Bhasker, Knowles, Steele                                 | 3:43    |
| 7.  | „Start Over”               | Taylor, Knowles, Ester Dean                                                                           | Knowles, S. Taylor                                       | 3:19    |
| 8.  | „Love on Top”              | Knowles, Nash, S. Taylor                                                                              | Knowles, S. Taylor                                       | 4:28    |
| 9.  | „Countdown”                | Nash, S. Taylor, Knowles, Dean, Cainon Lamb, Julie Frost, Michael Bivins, Nathan Morris, Wanya Morris | Knowles, S. Taylor                                       | 3:34    |
| 10. | „End of Time”              | Knowles, Nash, S. Taylor, David Taylor                                                                | Knowles, The-Dream, Switch                               | 3:44    |
| 11. | „I Was Here”               | Diane Warren                                                                                          | Ryan Tedder, Brent Kutzle, Knowles, Kuk Harrell          | 4:00    |
| 12. | „Run the World (Girls)”    | Nash, Knowles, Wesley Pentz, D. Taylor, Adidja Palmer, Nick van de Wall                               | Switch, The-Dream, Knowles, S. Taylor                    | 3:55    |

| Japońskie utwory bonusowe                             |
| ----------------------------------------------------- |
| 1. „Dreaming” (Edmonds, Dixon, Knowles, Smith) – 4:39 |

| Bonusowe utwory edycji deluxe |
| --- |
| 1. „Lay Up Under Me” (Knowles, Sean Garrett, Mikkel Eriksen, Tor Erik Hermansen, S. Taylor) – 4:13 2. „Schoolin’ Life” (Knowles, Nash, S. Taylor, Carlos McKinney) – 4:53 3. „Dance for You” (Knowles, Nash, Stewart) – 6:17 4. „Run the World (Girls)” (Kaskade Club Remix) (Nash, Knowles, Pentz, D. Taylor, Palmer, Afrojack) – 5:02 5. „Run the World (Girls)” (Red Top Club Remix) (Nash, Knowles, Pentz, D. Taylor, Palmer, Afrojack) – 6:02 6. „Run the World (Girls)” (Jochen Simms Club Remix) (Nash, Knowles, Pentz, D. Taylor, Palmer, Afrojack) – 6:19 |

Notki
- Edycja deluxe zawiera ekskluzywną wersję wideoklipu do „Run the World (Girls)”[148].

Sample
- „Party” sampluje utwór „La Di Da Di” Douga E. Fresha i Slick Ricka, napisany przez Douglasa E. Davisa oraz Ricky’ego Waltersa[32].
- „Countdown” sampluje utwór „Uhh Ahh” Boyz II Men, napisany przez Michaela Bivinsa, Nathana Morrisa oraz Wanya Morrisa[32].
- „Run the World (Girls)” sampluje utwór „Pon de Floor” Major Lazer, napisany przez Adidja Palmera, Diplo, Davida Taylora oraz Afrojacka[32].
- „Dreaming” sampluje utwór „We Will Rock You” Queen, napisany przez Briana Maya.

## Pozycje na listach i certyfikaty
| Notowanie (2011)                        | Najwyższa pozycja |
| --------------------------------------- | ----------------- |
| Argentinian Albums Chart                | 3                 |
| Australian Albums Chart                 | 2                 |
| Australian Urban Albums Chart           | 1                 |
| Austrian Albums Chart                   | 13                |
| Belgian Albums Chart (Flandria)         | 4                 |
| Belgian Albums Chart (Walonia)          | 4                 |
| Brazilian Albums Chart                  | 1                 |
| Canadian Albums Chart                   | 3                 |
| Croatian Albums Chart                   | 2                 |
| Czech Republic Albums Chart             | 2                 |
| Danish Albums Chart                     | 5                 |
| Dutch Albums Chart                      | 2                 |
| Finnish Albums Chart                    | 24                |
| French Albums Chart                     | 2                 |
| German Albums Chart                     | 5                 |
| Greek Albums Chart                      | 5                 |
| Hungarian Albums Chart                  | 8                 |
| Irish Albums Chart                      | 1                 |
| Italian Albums Chart                    | 4                 |
| Japanese Oricon Albums Chart            | 10                |
| Mexican Albums Chart                    | 31                |
| New Zealand Albums Chart                | 3                 |
| Norwegian Albums Chart                  | 4                 |
| Polska Oficjalna Lista Sprzedaży        | 2                 |
| Portuguese Albums Chart                 | 3                 |
| Russian Albums Chart                    | 5                 |
| Scottish Albums Chart                   | 1                 |
| Slovenian Albums Chart                  | 6                 |
| Spanish Albums Chart                    | 1                 |
| Swedish Albums Chart                    | 13                |
| South Africa Albums Chart               | 3                 |
| South Korean International Albums Chart | 1                 |
| Swiss Albums Chart                      | 1                 |
| Taiwanese Albums Chart                  | 1                 |
| UK Albums Chart                         | 1                 |
| UK R&B Albums Chart                     | 1                 |
| U.S. Billboard 200                      | 1                 |
| U.S. Top R&B/Hip-Hop Albums             | 1                 |

| Lista (2011)                     | Pozycja |
| -------------------------------- | ------- |
| Australian Albums Chart          | 26      |
| Australian Urban Albums Chart    | 3       |
| Belgian Albums Chart (Flandria)  | 61      |
| Belgian Albums Chart (Walonia)   | 81      |
| Brazilian Albums Chart           | 11      |
| Danish Albums Chart              | 93      |
| Dutch Albums Chart               | 29      |
| French Albums Chart              | 77      |
| Hungarian Albums Chart           | 77      |
| Italian Albums Chart             | 99      |
| Japanese Albums Chart            | 100     |
| Polska Oficjalna Lista Sprzedaży | 52      |
| Russian Albums Chart             | 36      |
| Swiss Albums Chart               | 57      |
| UK Albums Chart                  | 18      |
| UK R&B Albums Chart              | 4       |
| U.S. Billboard 200               | 21      |
| U.S. Top R&B/Hip-Hop Albums      | 7       |

| Państwo                  | Certyfikat |
| ------------------------ | ---------- |
| Australia (ARIA)         | Platyna    |
| Francja (SNEP)           | Złoto      |
| Irlandia (IRMA)          | Platyna    |
| Kanada (Music Canada)    | Złoto      |
| Polska (ZPAV)            | Platyna    |
| Rosja (NFPP)             | Złoto      |
| Stany Zjednoczone (RIAA) | Platyna    |

## Personel
Menedżering
- Naima Cochrane – marketing
- Scott Greer – marketing
- Beyoncé Knowles – producent wykonawczy
- Meaghan Lyons – A&R
- Ty Ty Smith – A&R
- Teresa LaBarbera Whites – A&R

Wokal
- Beyoncé Knowles – wokal, wokal wspierający
- Luke Steele – wokal wspierający
- Kanye West – wokal wspierający
- Consequence – wokal wspierający
- Ryan Tedder – wokal wspierający
- Billy Kraven – wokal wspierający

Wizualia
| - Tony Duran – fotografia - Neal Farinah – glam team - Greg Gex – fotografia - Ty Hunter – doradca modowy - Kimberly Kimble – glam team - Lisa Logan – glam team | - Adam Larson – dyrekcja artystyczna - Melina Matsoukas – doradca artystyczny - Raquel Smith – stylistka - Jenke Ahmed Taily – dyrekcja artystyczna - Francesca Tolot – glam team - Ellen Von Unwerth – fotografia |

Instrumentalizacja
| - Pete Wolford – gitara - Nikki Glaspie – perkusja - Lee Blaske – instrumenty strunowe - Drew Sayers – baryton, tenor - Chad Hugo – gitara rytmiczna - Jeff Bhasker – keyboard, gitara, programowanie - Rob Suchecki – gitara - Cole Kamen-Green – trąbka - Josiah Woodson – trąbka - Nick Videen – tenor, saksofon altowy | - Alex Asher – puzon - Morgan Price – saksofon barytonowy, tenor - Shea Taylor – saksofon altowy, aranżacje - Luke Steele – gitara - Robert „R.T.” Taylor – gitara - Pat Thrall – gitara - Johnny Butler – saksofon tenorowy - Jack Daley – gitara basowa - Ryan Tedder – perkusja, fortepian, programowanie - Brent Kutzle – wiolonczela, gitara, programowanie |

Produkcja
| - Terius „The-Dream” Nash – produkcja - Christopher „Tricky” Stewart – produkcja - Beyoncé Knowles – wokal, teksty, produkcja, produkcja wokalna - Jeff Bhasker – teksty, produkcja - Shea Taylor – teksty, produkcja - Kenny „Babyface” Edmonds – produkcja - Antonio Dixon – produkcja - Symbolyc „Larry Griffin Jr.” One – produkcja - Caleb McCampbell – produkcja - Kanye West – produkcja - Luke Steele – produkcja - Tom Coyne – mastering - David „Switch” Taylor – produkcja - Ryan Tender – produkcja - Brent Kutzle – produkcja - Kuk Harrell – produkcja wokalna, rejestracja wokalu - Wesley „Diplo” Pentz – produkcja - Carlos „Los Da Mystro” McKinney – produkcja - Kaskade – miks, dodatkowa produkcja - Jens Bergmark – miks - Julian Napolitano – miks - Jordan „DJ Swivel” Young – miks, rejestracja materiału i wokalu | - Mark Gray – inżynieria dźwięku - Jason Sherwood – inżynieria dźwięku - Steven Dennis – inżynieria dźwięku - Pete Wolford – inżynieria dźwięku - Scott Barnett – inżynieria dźwięku - Tony Maserati – miks - Val Brathwaite – miks - Ryan Kelly – inżynieria dźwięku - Serge Nudel – miks, inżynieria dźwięku - Gloria Kaba – inżynieria dźwięku - Serban Ghenea – miks - John Hanes – miks - Phil Seaford – miks - Gaylord Holomalia – inżynieria dźwięku - Christian Mochizuki – inżynieria dźwięku - Edwin Delahoz – inżynieria dźwięku - Justin Hergett – inżynieria dźwięku - Jon Castelli – inżynieria dźwięku - Ramon Rivas – inżynieria dźwięku - Chris Soper – inżynieria dźwięku - Smith Carlson – inżynieria dźwięku - Eric Aylands – inżynieria dźwięku - Jon Sher – inżynieria dźwięku |

## Daty wydania
| Region            | Data                 | Format               | Wytwórnia                      | Edycja                            |
| ----------------- | -------------------- | -------------------- | ------------------------------ | --------------------------------- |
| Australia         | 24 czerwca 2011      | CD, digital download | Sony Music Entertainment       | edycja standardowa, edycja deluxe |
| Austria           | 24 czerwca 2011      | CD, digital download | Sony Music Entertainment       | edycja standardowa                |
| Belgia            | 24 czerwca 2011      | CD, digital download | Sony Music Entertainment       | edycja standardowa, edycja deluxe |
| Niemcy            | 24 czerwca 2011      | CD, digital download | Sony Music Entertainment       | edycja standardowa, edycja deluxe |
| Irlandia          | 24 czerwca 2011      | CD, digital download | Sony Music Entertainment       | edycja standardowa                |
| Holandia          | 24 czerwca 2011      | CD, digital download | Sony Music Entertainment       | edycja standardowa, edycja deluxe |
| Szwajcaria        | 24 czerwca 2011      | CD, digital download | Sony Music Entertainment       | edycja standardowa                |
| Francja           | 27 czerwca 2011      | CD, digital download | Sony Music Entertainment       | edycja standardowa, edycja deluxe |
| Nowa Zelandia     | 27 czerwca 2011      | CD, digital download | Sony Music Entertainment       | edycja standardowa, edycja deluxe |
| Wielka Brytania   | 27 czerwca 2011      | CD, digital download | RCA Records                    | edycja standardowa, edycja deluxe |
| Argentyna         | 28 czerwca 2011      | CD, digital download | Sony Music Entertainment       | edycja standardowa                |
| Brazylia          | 28 czerwca 2011      | CD, digital download | Sony Music Entertainment       | edycja standardowa, edycja deluxe |
| Kanada            | 28 czerwca 2011      | CD, digital download | Columbia Records               | edycja standardowa, edycja deluxe |
| Hiszpania         | 28 czerwca 2011      | CD, digital download | Sony Music Entertainment       | edycja standardowa                |
| Stany Zjednoczone | 28 czerwca 2011      | CD, digital download | Columbia Records               | edycja standardowa, edycja deluxe |
| Japonia           | 29 czerwca 2011      | CD, digital download | Sony Music Entertainment Japan | edycja standardowa, edycja deluxe |
| Dania             | 29 czerwca 2011      | CD, digital download | Sony Music Entertainment       | edycja standardowa, edycja deluxe |
| Filipiny          | 1 lipca 2011         | CD                   | Sony Music Entertainment       | edycja standardowa, edycja deluxe |
| Tajlandia         | 6 lipca 2011         | CD                   | Sony Music Entertainment       | edycja standardowa                |
| Chiny             | 20 października 2011 | CD                   | Sony Music Entertainment       | edycja standardowa                |